# Aquostic II – That’s a Fact!
Aquostic II – That’s a Fact! ist das 2016 veröffentlichte 32. Studioalbum der britischen Rockband Status Quo. Es ist das letzte mit Rhythmusgitarrist Rick Parfitt.

## Produktion
Das Album wurde mit Produzent Mike Paxman eingespielt. Das Album ist das zweite Akustikalbum der Band in Folge nach Aquostic – Stripped Bare (2014). Wie beim Vorgänger werden meist ältere Status-Quo-Songs akustisch gespielt, teils in speziellen (Re-)Arrangements. Dabei werden weiblicher Hintergrundgesang und teils klassische Instrumente verwendet. Hannah Rickard, mit der Francis Rossi 2019 dann auf ihrem Duettalbum We Talk Too Much zusammenarbeitete, ist als Geigerin und Hintergrundsängerin zu hören.

## Titelliste
| No. | Titel                            | Autoren                                                  | Originalalbum                                                  | Länge |
| --- | -------------------------------- | -------------------------------------------------------- | -------------------------------------------------------------- | ----- |
| 1.  | "That’s a Fact"                  | Francis Rossi, Bob Young                                 | Blue for You (1976)                                            | 3:34  |
| 2.  | "Roll over Lay Down"             | Rossi, Rick Parfitt, Alan Lancaster, John Coghlan, Young | Hello! (1973)                                                  | 4:28  |
| 3.  | "Dear John"                      | John Gustafson, Jackie McAuley                           | 1+9+8+2 (1982)                                                 | 3:28  |
| 4.  | "In the Army Now"                | Rob Bolland, Ferdi Bolland                               | In the Army Now (1986)                                         | 4:02  |
| 5.  | "Hold You Back"                  | Rossi, Parfitt, Young                                    | Rockin’ All Over the World (1977)                              | 4:09  |
| 6.  | "One for the Road"               | Andy Bown                                                |                                                                | 3:32  |
| 7.  | "Backwater"                      | Parfitt, Lancaster                                       | Quo (1974)                                                     | 4:52  |
| 8.  | "One of Everything"              | Bown                                                     |                                                                | 3:32  |
| 9.  | "Belavista Man"                  | John David                                               | The Party Ain’t Over Yet (2005)                                | 3:51  |
| 10. | "Lover of the Human Race"        | Rossi, Bown                                              | Thirsty Work (1994)                                            | 3:43  |
| 11. | "Ice in the Sun                  | Marty Wilde, Ronnie Scott                                | Picturesque Matchstickable Messages from the Status Quo (1968) | 2:20  |
| 12. | "A Mess of Blues"                | Doc Pomus, Mort Shuman                                   | Back to Back (1983)                                            | 2:32  |
| 13. | "Jam Side Down"                  | Terry Britten, Charlie Dore                              | Heavy Traffic (2002)                                           | 3:12  |
| 14. | "Resurrection"                   | Parfitt, Bown                                            | 1+9+8+2 (1982)                                                 | 3:10  |
|     | Deluxe-Edition-Bonustitel        |                                                          |                                                                |       |
| 15. | "Lies"                           | Rossi, Bernie Frost                                      | Just Supposin’ (1980)                                          | 2:50  |
| 16. | "Little Dreamer"                 | Rossi, Frost                                             | Perfect Remedy (1989)                                          | 3:06  |
| 17. | "Living on an Island"            | Parfitt, Young                                           | Whatever You Want (1979)                                       | 3:08  |
| 18. | "Is Someone Rocking Your Heart?" | Rossi, Young                                             |                                                                | 3:38  |
| 19. | "Rockers Rollin'"                | Parfitt, Jackie Lynton                                   | Rockin’ All Over the World (1977)                              | 3:36  |
|     | Vinyl 2-LP-Bonustitel            |                                                          |                                                                |       |
| 20. | "For You"                        | Parfitt                                                  | Rockin’ All Over the World (1977)                              | 3:19  |

| No. | Titel                                       | Autoren         | Originalalbum                     | Länge |
| --- | ------------------------------------------- | --------------- | --------------------------------- | ----- |
| 1.  | "Lies"                                      | Rossi, Frost    | Just Supposin’ (1980)             | 2:50  |
| 2.  | "Little Dreamer"                            | Rossi, Frost    | Perfect Remedy (1989)             | 3:06  |
| 3.  | "Living on an Island"                       | Parfitt, Young  | Whatever You Want (1979)          | 3:08  |
| 4.  | "Is Someone Rocking Your Heart?"            | Rossi, Young    |                                   | 3:38  |
| 5.  | "Rockers Rollin'"                           | Parfitt, Lynton | Rockin' All over the World (1977) | 3:36  |
| 6.  | "And It's Better Now" (live at SWR1)        | Rossi, Young    |                                   | 3:50  |
| 7.  | "Pictures of Matchstick Men" (live at SWR1) | Rossi           |                                   | 3:44  |
| 8.  | "Don’t Drive My Car" (live at SWR1)         | Parfitt, Bown   |                                   | 3:19  |
| 9.  | "Claudie" (live at SWR1)                    | Rossi, Young    |                                   | 4:02  |
| 10. | "Whatever You Want" (live at SWR1)          | Parfitt, Bown   |                                   | 3:38  |
| 11. | "Rockin’ All over the World" (live at SWR1) | John            |                                   |       |

## Rezension
David Quantick schrieb für das Magazin Classic Rock: 
The Aquostic album saw them performing their back catalogue with a minimal line-up featuring accordions and backing vocals, and it worked brilliantly, highlighting Quo’s rootsier side (and Rossi’s odd knack of writing folky boogie songs).
Now they return with a very literal and almost chronological follow-up. The results are just as effective, and a continuity is established between newer songs like Jam Side Down with old chaps like Roll Over Lay Down. The results are never less than delightful to the ear.

## Chartplatzierungen
Das Album erreichte die Charts in einigen Ländern, darunter Platz 26 in Deutschland.